# Alna (Oslo)
Alna ist ein Stadtteil in der norwegischen Hauptstadt Oslo. Der Stadtteil hat 50.378 Einwohner (Stand: 2024) und eine Fläche von 13,69 km².

## Lage
Alna gehört zu Groruddalen, den vier nordöstlichsten Stadtteilen Oslos. Im Norden wird Alna durch die Bahnlinie Hovedbanen begrenzt, im Süden durch die Østmarka, einem Teil des Waldgebiets Marka, das die Stadt umgibt. Alna grenzt im Norden an die drei weiteren Groruddalen-Stadtteilen Bjerke, Stovner und Grorud. Im Westen grenzt es an Gamle Oslo sowie in einem Punkt an Grünerløkka. Im Südwesten besteht eine Grenze zum Stadtteil Østensjø. Im Osten grenzt Alna an die Osloer Nachbarkommune Lørenskog. Während im Norden des Stadtteils die tiefergelegenen Bereiche durch Industrie- und Gewerbegebiete geprägt sind, sind die südlicheren und höhergelegenen Gegenden Wohngebiete. Zu den Wohnvierteln zählen Tveita, Haugerud, Trosterud, Lindeberg, Furuset und Ellingsrud.

## Geschichte und Einwohner

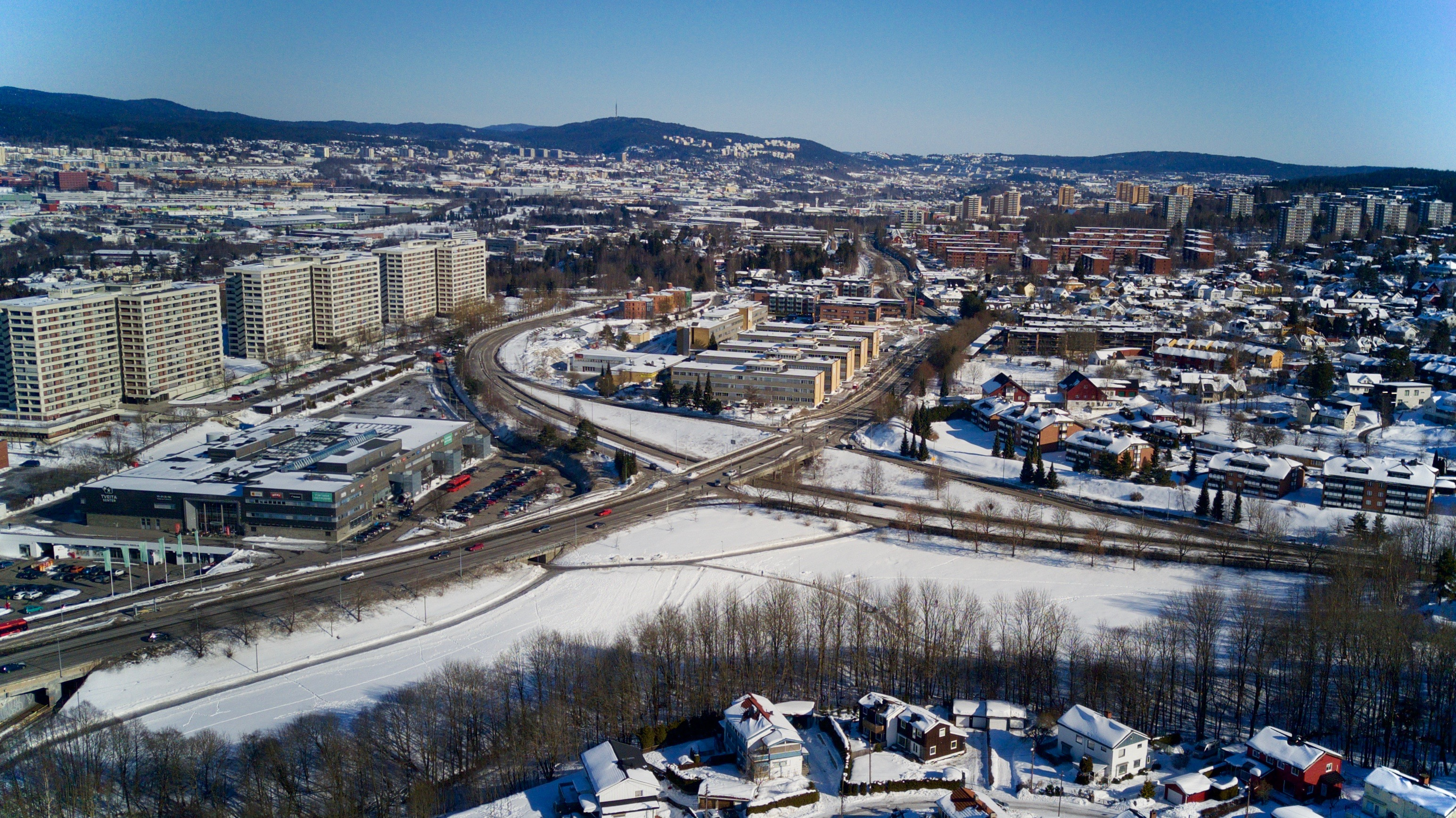
Stadtviertel Tveita, Haugerud und Hellerud

Der Stadtteil Alna entstand zum 1. Januar 2004 im Rahmen einer Reform der Osloer Stadtteile. Alna umfasst die ehemaligen Stadtteile Hellerud mit Ausnahme von Trasop, das an Østensjø fiel, Furuset, mit Ausnahme von Høybråten, das an Stovner fiel und Teilen von Teisen, das früher zu Helsfyr-Sinsen gehörte. Der neu entstandene Stadtteil wurde nach dem Fluss Alna benannt, der durch die Region fließt.
Bis in die 1960er-Jahre wurden weite Teile des heutigen Stadtteils noch landwirtschaftlich genutzt. Ab Mitte der 1960er-Jahre wurde mit Tveita die erste Trabantenstadt im heutigen Stadtteil Alna errichtet. Es folgten bis zum Ende der 1970er-Jahre weitere Trabantensiedlungen. Ab den 1980er-Jahren wurden kaum noch neue Wohnungen errichtet, wodurch auch das Wachstum der Einwohnerzahlen stark zurückging. In den 1990er-Jahren begann der Anteil an Einwanderern und deren Kindern stark anzuwachsen. Der Anteil liegt deutlich über dem Osloer Durchschnitt. Im Jahr 2014 überschritt Alna als dritter Stadtteil einen Anteil von 50 %. Der Durchschnitt lag in Oslo zu diesem Zeitpunkt bei 31,1 %.

## Wirtschaft und Infrastruktur

### Verkehr
Mit der U-Bahn-Linie Furusetbanen sind die Wohngebiete Alnas an das Osloer U-Bahn-Netz angebunden. Durch die Hovedbanen ist der Stadtteil zudem mit einer Lokalzug-Verbindung ausgestattet. Zentral durch den Stadtteil verläuft die Europastraße 6 (E6). Es stand wiederholt zur Diskussion, die E6 in Groruddalen in einen Tunnel zu verlegen, um die Bereiche nördlich und südlich der E6 besser zu verbinden und den Straßenverkehrslärm zu verringern. Im Osten Alnas zweigt der Riksvei 159 von der E6 ab. Er führt von dort in die weiter östlich gelegene Stadt Lillestrøm.

### Wirtschaft
Im Norden des Stadtteils liegen die industriell und gewerblich geprägten Stadtviertel Bryn, Smalvollen, Alnabru, Stubberud, Nyland und Karihaugen.